# 106km停留場
106km停留場（ロシア語: о.п. 106 км）は、かつてロシア連邦サハリン州にあったロシア鉄道コルサコフ-ノグリキ線の停留場である。

## 歴史
1975年、コルサコフ-ノグリキ線 ポページノ駅 - ティモフスク駅間開通により設置。停留場名はポベージノ駅からの路線距離にちなんでつけられた。